# 이기론
이기론(理氣論)은 자연의 존재법칙을 연구하는 성리학의 이론이다. 이기론은 이학(理學)·기학(氣學)이라고도 부르며, 우주론보다 심성론에 치중했기 때문에 심학(心學)이라고도 일컫는다.
중국 송대에 이기2원론을 창설한 철학자는 정이(1033~1107)로, 그 이전의 주돈이·소옹(召雍)·장재(張載)·정호(程顥) 등에 있어서는 아직 이기론이 확립되지 않았다. 그런데 주희의 철학, 즉 성리학은 이 모든 학설을 종합하여 집대성한 것이며, 특히 주돈이의 태극도설(太極圖說)과 정이의 이기설을 종합한 것이다.

## 이론

### 리와 기의 본래 의미
리는 본디 옥(玉)의 결이나 무늬를 뜻하는 단어로 사물의 자연스러운 조리, 순조롭게 일을 이루기 위해 지켜야 할 질서라는 의미를 포함한다. 그러한 바탕 위에서 리 개념은 사상사적 변천을 거쳐 의미를 확장해 가게 되는데, 특히 한․당대 불교적 사유의 영향을 받으며 그 추상적 성격이 강해진다. 송대 정주학이 정립되면서 리는 우주를 이루고 만물에 보편적으로 적용되는 절대적인 법칙 내지 원리를 의미하게 된다.
기 역시 중국전통에서 오랜 역사를 가진 개념 가운데 하나다. 기는 천변만화(千變萬化)하는 운동작용을 통해 세상만사를 이루는 모종의 에너지로, 인간을 비롯해 자연계에 존재하는 모든 것의 생명은 기의 유행에 따른 것으로 간주되어왔다. 기는 비록 가시적으로 눈에 보이는 사물은 아니지만 만물을 이루는 기본요소라는 점에서 물질적인 속성을 가진다. 자연현상과 인간 삶의 물리적․질료적 기반을 기로 보는 세계관은 신유학의 기 개념에도 고스란히 반영된다.

### 이기론의 성립
주희에 의해 확립된 이기론은 성리학의 토대가 되는 존재론이다. 리와 기는 본래 짝을 이루는 개념이 아니었으나 중국 송대에 신유학 체계가 정립되면서 세계를 구성하는 두 범주로 이해되기 시작했다. 주희는 별개의 개념이라 할 수 있는 리와 기를 대치시킴으로써 자연과 인간을 아우르는 거대한 이론체계를 구성한다. 주희에 따르면 우주만물은 리와 기의 결합으로써 존재한다. 리는 천하의 사물이 ‘그와 같이 이루어진 근거[所以然之故]’이자 ‘그렇게 되지 않을 수 없는 법칙[所當然之則]’이라는 의미를 가진다. 기는 그러한 근거와 법칙에 의거하여 현상세계를 구성하는 실질적인 질료가 된다. 리는 추상적인 원리로서 형체를 갖지 않는 존재인 까닭에 현상세계에서 리의 실현은 기의 작용에 의해 이루어진다. 그런 면에서 존재론적으로 리와 기는 상보적이며 서로 떨어질 수 없는 관계[不相離]라 할 수 있다. 반면 리와 기는 각각 형이상(形而上)과 형이하(形而下)의 존재로 그 범주를 달리 하기에 엄연히 구분되어야 하는 관계[不相雜]이기도 하다.
아울러 리와 기에는 도덕적인 선악의 의미가 부여된다. 선악의 관점에서 볼 때 리는 절대적으로 선한 반면 기에는 선과 악이 섞여 있다. 성리학에서는 각각의 사물에게 부여된 리를 성(性)이라고 하는데, 리가 보편적으로 동일한 만큼 만물의 본성 역시 똑같이 선하다고 본다. 그러나 동일한 본성을 가지고 있다 하더라도 각각의 사물을 구성하는 기에는 맑음과 탁함, 온전함과 치우침[淸濁偏全] 등의 차이가 있다. 그러한 기의 차이에 따라 각각의 존재마다 선악의 정도차가 발생하게 된다. 그런 면에서 볼 때 리는 만물에 공통적으로 내재한 동일성과 보편적인 선을 보장하는 개념이며 기는 만물 간에 존재하는 차별성과 선악의 다양성을 설명하는 개념이라 할 수 있다.
리와 기는 서로가 전연 다른 것(決是二物)이지만, 현상의 세계는 모두 리의 법에 따라 일어나는 것이므로 리와 기는 항상 서로 떠나려 아니한다(不可分開). 그러므로, 우주의 시원(始源-본체)에 있어 벌써 현상으로 될 가능성을 가진 리와 기는 동시에 실재한다. 따라서 주희의 철학을 ‘이기이원론(理氣二元論)’이라 한다. 리와 기는 본래 선후를 말할 수 없다. 그러나 그 근원을 미루어 보면 모름지기 먼저 리가 있어야 한다. 본원에서 논한다면 리가 있은 뒤에 기(현상물)가 있는 것이요, 품부(稟賦, 현상)에서 논한다면 기가 있은 뒤에 리가 따라서 갖추어진다. 이 말은 우주 발생론적으로 리와 기의 관계를 말하는 것으로 리는 이기무선후(理氣無先後)의 형이상학이며 또 인식론적 고찰이다. 여기서 주희는 기가 있으면 리가 있고, 기가 없으면 리가 없다 하여 이기동시(理氣同時)를 명백히 하였다.

### 체(體)·용(用)
이기론에 있어서 이기를 논함에는 리를 '체(體)', '기'를 '용(用)'이라 한다. '체'는 부동의 본체로서 형이상자(形而上者)요, '용'은 동(動)의 작용으로서 형이하자(形而下者)다. 여기서 말하는 형이상·형이하는 서양철학에서 말하는 본체와 현상의 개념이 아니고, 동과 부동의 작용면을 가리켜 말하는 것이므로 리와 '기'는 다 같이 본체로서 형이상자를 가리킨다.

### 성(性)·정(情)
이기론에서 심성을 논함에는 '성(性)'을 체로서의 리, '정(情)'을 용으로서의 기로 봄으로써 리와 '기'는 '성'과 '정'에 해당한다. 주희는 '이기이원론'의 입장에서 성정을 다음과 같이 말한다. 즉 '성'은 '심(心)'의 리요, '정'은 '성'의 '용'이며, '심'은 '성'·'정'의 주(主, 주재)다. '인·의·예·지(仁義禮智)'는 '성'이요, '측은(惻隱)·수오(羞惡)·사양(辭讓)·시비(是非)'는 '정'이며, 인(仁)으로써 사랑하고, 의(義)로써 미워하고, 예(禮)로써 사양하고, 지(智)로써 아는 것은 '심'이다. '성'은 '심'의 갖춘 바 리요, '정'은 '성'이 물(物, 대상)에 접하여 동한 것이다. 다시 말하면 맹자의 이른바 '인·의·예·지' 4덕(四德)은 '심'이 선천적으로 타고난 '성'(性)으로서 '체'요, '측은·수오·사양·시비'의 마음작용인 '4단(四端)'은 '정'(情)으로서 '용'이며, '심'은 '성'과 '정'을 합한 것으로 '성'·'정'의 주재이다.
맹자의 이른바 '4단(四端)' 이외에도 정으로서 '희·노·애·구·애·오·욕(喜怒愛懼哀惡欲)'의 7정(七情), 그리고, 4덕에 신(信)을 가하여 '5상(五常)'이라 하는데 5상은 '성'의 덕으로서 이에 해당한다. 구성의 선악의 문제에 있어 주희는 장재와 정이의 성설(性說)을 계승하여 '성'을 본연지성(本然之性, 즉 天地之性)과 기질지성(氣質之性)으로 나누고, 본연지성은 이로써 순선(純善)이며, 기질지성은 겸이기(兼理氣)로서 유선악(有善惡)이라 한다. 이것은 종래의 성설을 종합한 것이며, 이일분수설(理一分殊說)에 입각하여 우주(하늘)와 인성(사람)을 일관적으로 해명한 것이다.

## 논쟁
리와 기에 대한 설명은 주희의 어류(語類)에 산재해 있으므로 전체적, 체계적인 것이 아니어서 후대의 학자들의 이해가 서로 달라 조선 유학에 있어 시비의 불씨가 되었다.
4덕·5상·4단·7정 및 4정 등은 조선 유학에서 치열하게 논쟁을 일으킨 문제들로, '이·기·성·정'의 문제가 제기되었다.

### 조선의 이기론
이기론은 조선시대에 와서 심오하게 탐구되었는데, 기를 주로 보는 주기파(主氣派), 리를 주로 보는 주리파(主理派), '이'와 '기'를 다 같이 동(動, 즉 發)하는 것이라고 보는 이황의 이기호발설(理氣互發說)과 기대승의 이기공발설(理氣共發說), 또 주리설과 주기설을 절충한 이항과 장현광의 절충파 등이 있으며, 조선후기에 이르러서는 극단적 유리론(唯理論)과 유기론(唯氣論)으로 발전한다.
더욱이 중국 명대의 양명학(陽明學)이 조선에 유입되어 일부 학자들이 전공하게 됨으로써 양명학파(陽明學派)가 형성되었고 심학이 크게 융성하여 이른바 사단칠정논쟁(四端七情論爭) 또는 '사칠이기설(四七理氣說)'이 성행하였고, 많은 학자들이 배출되었다.
서경덕은 이기이원론(理氣二原論)을 일원론적으로 보려고 노력하여 태허(太虛)를 기(氣)의 본체로서 일기(一氣)요, 선천(先天)이라고 하고, '일기'가 음기·양기의 이기(二氣)로 갈라져 후천(後天)이 생긴다고 주장하여 주기적(主氣的) 경향을 보인데 대하여, 이황은 이기이원론을 취하고, '이기호발설(理氣互發說)'을 주장하였다. 그러나 이것을 곧 기대승의 '이기공발설(理氣共發說)'과의 논쟁, 이른바 퇴·고논쟁(退高論爭)을 일으켰고, 이 논쟁이 다시 뒤에 '기발이승일도설(氣發理乘一途說)'을 주장하는 이이(李珥)와 '이기분속설(理氣分屬說)'을 주장하는 성혼(成渾)간의 율·우논쟁(栗牛論爭)으로 발전하였다. 즉, 이황의 '이발(理發)', 이이의 '기발(氣發)'이란 상반되는 견해는 다음 주리파(主理派)와 주기파(主氣派)의 양대진영으로 갈리어 드디어 '심즉리(心卽理)'란 극단적인 대립을 이루기까지 되어 조선왕조 철학계의 논쟁점이 된다. 이황을 지지하는 주리파는 영남지방에서, 이이를 지지하는 주기파는 경기·호서 등지에서 성행하였으므로 영남학파 기호학파라고도 각기 일컬어졌다. 양파는 모두 자파(自派)의 학문적 근거를 성리학의 대성자 주희에게 구하려 하였다. 주기파의 송시열과 한원진(韓元震)의 공저 《주자언론동이고》(朱子言論同異考)는 주희의 어록을 세밀히 조사함으로써 주기론의 근거를 고증하였고, 이에 대해 주리파의 이진상(李震相)의 저술인 《이학종요》(理學宗要)에서는 주희의 어록이 '이발'을 주장한 것이 틀림없다고 변증하였다. 송시열은 그의 스승 김장생을 통하여 물려받은 이이의 기발이승을 논리적으로 추연(推演)하여 사단칠정이 모두 '기발'인 까닭에 '사단'도 순선(純善)일 수는 없고, '칠정'과 마찬가지로 불선(不善)도 있다 하여 당시에 논란이 되었다.
노수신(盧守愼)은 성경(誠敬)과 전인(專一)의 공부방법에 치중하고, 심학에 있어 나흠순(羅欽順, 1465~1547)이 도심(道心)을 '체', 인심을 '용'이라 한 것을 지지하여 말년에는 선학(禪學)에 기울어졌다.

## 같이 보기
- 이와 사(이사론, 理事論)
- 성리학
- 주리파
- 주기파
- 조선의 성리학
- 양당제